# Cratón del Kalahari

Cratones de Gondawna occidental

El cratón del Kalahari es uno de los cinco cratones del zócalo precámbrico que constituyen la placa africana. Los otros componentes son el cratón de África Occidental, el cratón del Congo, el metacratón del Sahara y el cratón de Tanzania. 
El cratón del Kalahari, que subyace en una gran parte de África del Sur, se compone del cratón de Kaapvaal y el cratón de Zimbabue, separados por el cinturón del Limpopo y bordeados por el sur de Kaapvaal por el cinturón de Namaqua.
Partes del cratón del Kalahari se encuentran ahora localizadas en el este (cratón de Grunehogna) y el oeste de la Antártida (nunataks de Haag) y las islas Faukland. El nombre fue introducido por Clifford en 1970.

## Formación
Siguiendo una terminología introducida en 2008, el núcleo arcaico-proterozoico del cratón se llamaría cratón del proto-Kalahari. Este núcleo sufrió una acreción que lo hizo mucho más grande de lo que es ahora en el mesoproterozoico. Antes de la orogenia panafricana era más grande, pero las líneas de sutura y sus consecuencias son difíciles de localizar debido a la deformación provocada por la superposición de las huellas.